# П'ятничанський заказник
П'ятнича́нський зака́зник — ботанічний заказник місцевого значення в Україні. Об'єкт природно-заповідного фонду Вінницької області. 
Розташований у межах Вінницького району Вінницька область, на північний схід від села Зарванці і на північний захід від колишнього села П'ятничани (тепер частина міста Вінниця). 
Площа 8,6 га. Статус надано згідно з рішенням Вінницької облради від 25.10.1984 року № 421. Перебуває у віданні Вінницьке ДЛМГ (Якушинецьке л-во, кв. 41, діл. 3—6). 
Заказник розташований на високому розчленованому лесовому плато з ясними лісовими суглинками та продуктивними  мішаними широколистяними лісами.
Статус надано з метою збереження частини лісового масиву (у Вінницькому лісопарку) з ділянкою цінних дубових та липових насаджень віком понад 200 років. Основу трав'яного покриву складають зеленчук жовтий, копитняк європейський, фіалка собача, веснівка дволиста, осока волосиста, меншою мірою представлені бруслина європейська, вороняче око звичайне, щитник чоловічий, безщитник жіночий, медунка м'яка, горлянка повзуча, зірочник середній, зубниця залозиста, кропива дводомна, підмаренник запашний, купина багатоквіткова, купина широколиста. Також зростають цінні лікарські рослини — скополія карніолійська та цибуля ведмежа, занесені до Червоної книги України. 